# 埃弗捷耶夫冰川
埃弗捷耶夫冰川（英語：Evteev Glacier），是南極洲的冰川，位於維多利亞地的希拉里海岸，流經沃斯特山脈東南坡，最終在廷伯萊克角以西注入羅斯冰架，以冰川學家命名，現時由南極條約體系管理。